# Europees kampioenschap voetbal 2020 (Groep A) Zwitserland - Turkije
Dit artikel gaat over de wedstrijd in de groepsfase in groep A tussen Zwitserland en Turkije die gespeeld werd op zondag 20 juni 2021 in het Olympisch Stadion te Bakoe tijdens het Europees kampioenschap voetbal 2020. Het duel was de 25ste wedstrijd van het toernooi.

## Voorafgaand aan de wedstrijd
- Zwitserland stond bij aanvang van het toernooi op de 13de plaats van de FIFA-wereldranglijst.[1] Acht Europese landen en EK-deelnemers stonden boven Zwitserland op die lijst. Turkije was op de 29ste plaats terug te vinden.[2] Turkije kende zeventien Europese landen en zestien EK-deelnemers met een hogere positie op die lijst.
- Zwitserland en Turkije troffen elkaar voorafgaand aan deze wedstrijd al vijftien keer. Zwitserland won viermaal eerder, Turkije zegevierde acht keer en drie keer eindigde het duel onbeslist. In de kwartfinale van het EK 2008 won Turkije de strafschoppenreeks na een 1–1 gelijkspel in de verlenging.
- Voor Zwitserland was dit haar vijfde deelname aan een EK-eindronde en de tweede op rij. Op het EK 2016 bereikte Zwitserland de achtste finales. Turkije nam voor een vijfde maal deel aan een EK-eindronde en voor een tweede maal op rij. Het bereiken van de halve finales op het EK 2008 was de beste prestatie van Turkije.
- Zowel Zwitserland, na een 1–1 gelijkspel tegen Wales en een 0–3 nederlaag tegen Italië, als Turkije, na een 0–3 nederlaag tegen Italië en een 0–2 nederlaag tegen Wales, moest deze wedstrijd winnen om nog een kans te maken op een plaats in de achtste finales.

## Wedstrijdgegevens[3]
| Datum                  | 20 juni 2021                                                                                           | 20 juni 2021                                                                                           |
| Aftrap                 | 18:00 uur                                                                                              | 18:00 uur                                                                                              |
| Wedstrijdnummer        | 25 | 25 |
| Stadion                | Olympisch Stadion, Bakoe                                                                               | Olympisch Stadion, Bakoe                                                                               |
| Toeschouwers           | 17.138                                                                                                 | 17.138                                                                                                 |
| Scheidsrechter         | Slavko Vinčić                                                                                          | Slavko Vinčić                                                                                          |
| Assistenten            | Tomaž Klančnik Andraž Kovačič                                                                          | Tomaž Klančnik Andraž Kovačič                                                                          |
| Vierde official        | Andreas Ekberg                                                                                         | Andreas Ekberg                                                                                         |
| Videoscheidsrechters   | Bastian Dankert Christian Dingert (assistent) Christian Gittelmann (assistent) Marco Fritz (assistent) | Bastian Dankert Christian Dingert (assistent) Christian Gittelmann (assistent) Marco Fritz (assistent) |
| Man van de wedstrijd   | Xherdan Shaqiri                                                                                        | Xherdan Shaqiri                                                                                        |
|                        | Zwitserland                                                                                            | Turkije                                                                                                |
| Doelpunten             | 3 | 1 |
| Gele kaarten           | 1 | 3 |
| Rode kaarten           | 0 | 0 |
| Wissels                | 5 | 5 |
| Schoten op doel        | 10 | 6 |
| Schoten naast doel     | 8 | 9 |
| Overtredingen          | 14 | 20 |
| Hoekschoppen           | 8 | 8 |
| Buitenspel             | 0 | 1 |
| Passnauwkeurigheid (%) | 89 | 87 |
| Balbezit (%)           | 49 | 51 |

| Zwitserland | 3 – 1          | Turkije |
| (Steven Zuber) Haris Seferović 6' (Steven Zuber) Xherdan Shaqiri 26' (Steven Zuber) Xherdan Shaqiri 68'                                                                         | goals (assist) | 62' İrfan Can Kahveci (Hakan Çalhanoğlu) |
| Vladimir Petković | bondscoach     | Şenol Güneş |
| Yann Sommer Nico Elvedi Manuel Akanji Ricardo Rodríguez Silvan Widmer 90+2' Remo Freuler Granit Xhaka Steven Zuber 85' Xherdan Shaqiri 75' Haris Seferović 85' Breel Embolo 85' | opstellingen   | Uğurcan Çakır Zeki Çelik Merih Demiral Çağlar Söyüncü Mert Müldür 46' Kaan Ayhan 46' Ozan Tufan 80' İrfan Can Kahveci 80' Cengiz Ünder 86' Hakan Çalhanoğlu Burak Yılmaz |
| Mario Gavranović 75' Ruben Vargas 75' Loris Benito 85' Admir Mehmedi 85' Kevin Mbabu 90+2'                                                                                      | wissels        | 64' Yusuf Yazıcı 64' Okay Yokuşlu 80' Orkun Kökçü 80' Kenan Karaman 86' Dorukhan Toköz                                                                                   |
| Granit Xhaka 78' | gele kaarten   | 70' Hakan Çalhanoğlu 75' Zeki Çelik 76' Çağlar Söyüncü |
| | rode kaarten   | |